# 泽掌狮子桥
泽掌狮子桥，位于山西省运城市新绛县泽掌镇泽掌村东南角黑水泉、龙头泉二泉之上。是一处新绛县文物保护单位。

## 建筑
泽掌狮子桥是一座单孔石拱桥，长10米，宽6.3米，高3.5米。

## 保护
1995年12月，泽掌狮子桥公布为新绛县文物保护单位。